# محمود اللوزي
محمود اللوزي (9 سبتمبر 1958 - 15 نوفمبر 2021)، هو ممثل ومُخرج مسرحي، ومُدرب تمثيل مصري، عَمِلَ أُسْتَاذًا للإخراج في الجامعة الأمريكية في القاهرة لسنوات عديدة، وهو والد الممثلة يسرا اللوزي.

## حياته
ولد في 9 سبتمبر عام 1958، في دمياط، مصر، بدأ مسيرته الفنية في مجال التمثيل، ثم سافر إلى الولايات المتحدة حيث قضى فترة هناك قبل أن يعود إلى مصر ليواصل مشواره الفني. تخصّص في الإخراج المسرحي.

## أعماله
شارك اللوزي في حوالي 20 عملًا، ومنها:
- رأس السنة (فيلم) (2020)
- الكنز (فيلم) (2017)
- الخروج (مسلسل) (2016)
- ميكروفون (فيلم) (2011)
- إذاعة حب (فيلم) (2011)
- خاص جدا (مسلسل) (2009)
- هليوبوليس (فيلم) (2009)
- قبلات مسروقة (فيلم) (2008)
- إسكندرية - نيويورك (فيلم) (2004)
- فارس المدينة (فيلم) (1993)

## وفاته
توفي يوم الإثنين 15 نوفمبر 2021 عن عمر يناهز 63 عامًا، وشيع جثمانه من مسجد الزمالك بجوار ساقية الصاوي بالقاهرة، بعد أداء صلاة الظهر، ودفن بمقابر الأسرة.

## وصلات خارجية
- محمود اللوزي على موقع IMDb (الإنجليزية)
- محمود اللوزي على موقع الدهليز
- محمود اللوزي على موقع قاعدة بيانات الأفلام العربية
- محمود اللوزي على موقع قاعدة بيانات الفيلم (الإنجليزية)